# Camilo Romero (futbolista)
Camilo Romero Mora (nacido el 30 de marzo de 1970 en Guadalajara, Jalisco), es un futbolista mexicano retirado que jugaba en la posición de defensa.

## Trayectoria
Debutó en la temporada 1990-91 con el Club Deportivo Guadalajara, el sábado 23 de marzo de 1991. En 1993 pasa a préstamo al Atlético Morelia por una temporada y regresa a Chivas al siguiente año. Después de 6 torneos con el Rebaño, y ganar el título del Verano 1997, pasa al León AC en 1998, después al Toros Neza en 1999, regresa al León seis meses después, y al siguiente torneo ficha por el Pachuca.
Regresaría a Chivas en el Verano 2001 y permanecería hasta el Verano 2002, para el Apertura 2002 juega con el Puebla FC, y culmina su carrera jugando en la Primera división 'A' mexicana para el Delfines de Coatzacoalcos.
En total jugó 291 encuentros marcando 19 goles en el fútbol mexicano.

### Clubes
| Club                       | País                | Año         | Partidos | Goles | Media |
| -------------------------- | ------------------- | ----------- | -------- | ----- | ----- |
| Club Deportivo Guadalajara | México              | 1990 - 1991 | 2        | 0     | 0     |
| Querétaro Fútbol Club      | México              | 1991 - 1992 | 4        | 0     | 0     |
| Club Deportivo Guadalajara | México              | 1992 - 1993 | 8        | 1     | 0.13  |
| Atlético Morelia           | México              | 1993 - 1994 | 36       | 2     | 0.06  |
| Club Deportivo Guadalajara | México              | 1994 - 1998 | 111      | 3     | 0.03  |
| Club León                  | México              | 1998 - 1999 | 26       | 3     | 0.12  |
| Toros Neza                 | México              | 1999        | 16       | 3     | 0.19  |
| Club León                  | México              | 2000        | 13       | 2     | 0.15  |
| Club de Fútbol Pachuca     | México              | 2000 - 2001 | 15       | 1     | 0.07  |
| Club Deportivo Guadalajara | México              | 2001 - 2002 | 12       | 1     | 0.08  |
| Puebla Fútbol Club         | México              | 2002 - 2003 | 2        | 0     | 0     |
| Delfines de Coatzacoalcos  | México              | 2003 - 2004 | 31       | 2     | 0.06  |
| Lagartos de Tabasco        | México              | 2004 - 2005 | 36       | 1     | 0.03  |
| Total en su carrera        | Total en su carrera | 1990 - 2005 | 312      | 19    | 0.06  |

## Selección nacional
Con la Selección de fútbol de México jugó un total de 14 partidos, debutando el 1 de febrero de 1995, con la selección disputó la Copa América 1997.
Cuenta con el récord negativo de ser el jugador con más autogoles vistiendo la playera del seleccionado Mexicano.

### Categorías Menores
Sub-23
| Torneo                   | Sede   | Resultado    |
| ------------------------ | ------ | ------------ |
| Juegos Olímpicos de 1992 | España | Primera fase |

Partidos internacionales
| # | Fecha               | Rival | Sede     | Estadio               | Resultado | Competición              |
| - | ------------------- | ----- | -------- | --------------------- | --------- | ------------------------ |
| 1 | 30 de julio de 1992 | Ghana | Sabadell | Estadi Nova Creu Alta | 1 - 1     | Juegos Olímpicos de 1992 |

### Absoluta
Participaciones en Copa América
| Copa              | Sede    | Resultado    |
| ----------------- | ------- | ------------ |
| Copa América 1997 | Bolivia | Tercer lugar |

Partidos internacionales
| # | Fecha                   | Rival      | Sede             | Estadio                         | Resultado | Competición                |
| - | ----------------------- | ---------- | ---------------- | ------------------------------- | --------- | -------------------------- |
| 1 | 1 de febrero de 1995    | Uruguay    | San Diego        | Estadio Qualcomm                | 0 - 1     | Amistoso                   |
| 2 | 17 de noviembre de 1996 | Jamaica    | Kingston         | Parque Independence             | 0 - 1     | Clasificación Mundial 1998 |
| 3 | 17 de noviembre de 1997 | Jamaica    | Kingston         | Parque Independence             | 0 - 0     | Clasificación Mundial 1998 |
| 4 | 13 de junio de 1997     | Colombia   | Santa Cruz       | Estadio Ramón Tahuichi Aguilera | 2 - 1     | Copa América 1997          |
| 5 | 16 de junio de 1997     | Brasil     | Santa Cruz       | Estadio Ramón Tahuichi Aguilera | 2 - 3     | Copa América 1997          |
| 6 | 25 de junio de 1997     | Bolivia    | La Paz           | Estadio Hernando Siles          | 1 - 3     | Copa América 1997          |
| 7 | 28 de junio de 1997     | Perú       | Oruro            | Estadio Jesús Bermúdez          | 1 - 0     | Copa América 1997          |
| 8 | 9 de noviembre de 1997  | Costa Rica | Ciudad de México | Estadio Azteca                  | 3 - 3     | Clasificación Mundial 1998 |

- Datos: Q521913